# Харт, Иэн
И́эн Харт (англ. Ian Hart), урожд. Иэн Дэвис (англ. Ian Davies, род. 8 октября 1964, Ливерпуль) — английский актёр.

## Биография

### Ранняя жизнь
Иэн Харт родился 8 октября в 1964 году в Великобритании, в городе Ливерпуль.
Он является внуком ирландских иммигрантов, был одним из трёх родных братьев, воспитываемых в римско-католической семье. Он учился в школе Кардинала Аллена Грэммэр Скула (сейчас Средняя школа Кардинала Хинэна Кэзолика) и был в подростковом возрасте членом Молодёжного театра в теперь не существующем колледже «Мейбл Флетчер Музыки и Драмы» в Ливерпуле.

### Карьера
Иэн вживался в роли республиканского ополченца гражданской войны в Испании в фильме «Земля и свобода» (1995), безработного ливерпульского рабочего в фильме «Лиэм» (2000). Также Харт играл Джона Леннона дважды — в фильме «Часы и времена» (1991) и «Пятый в квартете» (1994). Однако, наибольшую известность он получил в 2001 году, после выхода фильма «Гарри Поттер и философский камень», в котором сыграл профессора Квиринуса Квиррелла, а также дал голос и модель лица главному злодею франшизы лорду Волан-де-Морту.
По телевидению он играл доктора Ватсона в двух телефильмах о Шерлоке Холмсе, показанных на Би-би-си в 2002 и 2004 годах.
Кроме того, актер надел на себя личину Адольфа Гитлера в драме «The Man Who Crossed Hitler», которая транслировалось на BBC в августе 2011 года. Иэн сыграл роль Доктора Кестера в сериале «Мой безумный дневник» (2013—2015).
В 2015 году он присоединился к актёрскому составу телесериала «Последнее королевство», поставленного BBC Two и Netflix по мотивам «Саксонских хроник» Бернарда Корнуэлла, сыграв роль священника отца Беокки.
Вторую волну популярности ему принес фильм «Божья земля» (2017), где он сыграл роль Мартина. В 2020 году появился во второстепенной роли Дениса в фильме «Побег из Претории», где снова сыграл с Дэниелом Рэдклиффом.

### Личная жизнь
У Харта есть жена — Линн, и две дочери — Дейси (род. 1997) и Холли (род. 2001). Сейчас они живут в Северном Лондоне.

## Фильмография
1. 2020 — Побег из Претории — Денис Гольдберг
2. 2019 — Кэтрин (сериал) — Роман
3. 2019 — Узник (мини-сериал) — Алан Меркель
4. 2018 — Две королевы — Джон Брэдли
5. 2018 — Террор — Томас Блэнки
6. 2017 — Божья земля / God’s Own Country — Мартин Саксби
7. 2015-2020 — Последнее королевство / The Last Kingdom — Отец Беокка
8. 2013-2015 — Мой безумный дневник / My Mad Fat Diary — Доктор Кестер
9. 2013 — Агенты «Щ.И.Т.» / Agents of S.H.I.E.L.D. — Франклин Холл[англ.]
10. 2013-2017 — Мотель Бейтса / Bates Motel — Уилл Декоди
11. 2009 — Моррис / Morris: A Life with Bells On — Endeavour Hungerfjord Welsh
12. 2007-2008 — Жёлтая пресса (сериал) / Dirt — Дон Конкей
13. 2005 — Королева-девственница / Virgin Queen, The William Cecil — лорд Бёрли
14. 2005 — Возвращение мистера Рипли / Ripley Under Ground — Бернард Сайлес
15. 2005 — Завтрак на Плутоне / Breakfast on Pluto — Уоллис
16. 2005 — Тристрам Шенди: История петушка и бычка / A Cock and Bull Story — Джо
17. 2005 — История газетёнки / Rag Tale — Moрф
18. 2004 — Шерлок Холмс и дело о шёлковом чулке / Sherlock Holmes and the Case of the Silk Stocking — доктор Ватсон
19. 2004 — Волшебная страна / Finding Neverland — Артур Конан Дойл
20. 2004 — Нити / Strings — Жрак (озвучка)
21. 2003 — Нахал / Cheeky — Aлан
22. 2003 — Героическая симфония / Eroica — Людвиг ван Бетховен
23. 2003 — В логове льва / Den of Lions — Роб Шепард
24. 2002 — Отец умер (ТВ) / Dad’s Dead — рассказчик (озвучка)
25. 2002 — Собака Баскервилей / Hound of the Baskervilles — доктор Ватсон
26. 2002 — Убей меня нежно / Killing Me Softly — старший полицай
27. 2001 — Гарри Поттер и философский камень / Harry Potter and the Sorcerer’s Stone — профессор Квиррелл / лорд Волан-де-Морт
28. 2001 — Вылитый Синатра / Strictly Sinatra — Toни Кокоцца
29. 2000 — Рождённый романтиком / Born Romantic — кэбмен
30. 2000 — Лайам / Liam — Дэд
31. 2000 — Абердин / Aberdeen — Клайв
32. 2000 — Сближение / Closer You Get — Киеран
33. 1999 — Приманка / Bait — Дэд
34. 1999 — Конец романа / End of the Affair, The — Паркис
35. 1999 — Чудесная страна / Wonderland — Дэн
36. 1999 — Любовь этого года / This Year’s Love — Лиам
37. 1998 — Враг государства / Enemy of the State — детектив Джон Бингэм
38. 1998 — Би Манки / B. Monkey — Стив Дэвис
39. 1998 — Лягушки для змей / Frogs for Snakes — Квинт
40. 1997 — Моджо / Mojo — Микки
41. 1997 — Мясник / Butcher Boy, The — дядя Ало
42. 1997 — Робинзон Крузо / Robinson Crusoe — Даниэль Дефо
43. 1996 — Золото на улицах / Gold in the Streets — Дес
44. 1996 — Майкл Коллинз / Michael Collins — Джо O’Рейли
45. 1995 — Ничего личного / Nothing Personal — Гингер
46. 1995 — Англичанин, который поднялся на холм, а спустился с горы / Englishman Who Went Up a Hill But Came Down a Mountain, The — Джонни Шелшокед
47. 1995 — Земля и свобода / Land and Freedom — Дэвид Карр
48. 1994 — Битлз: Четыре плюс один (Пятый в квартете) / Backbeat — Джон Леннон
49. 1991 — Часы и времена / Hours and Times — Джон Леннон